# Rubia truppeliana
Rubia truppeliana là một loài thực vật có hoa trong họ Thiến thảo. Loài này được Loes. miêu tả khoa học đầu tiên năm 1919.